# Іон

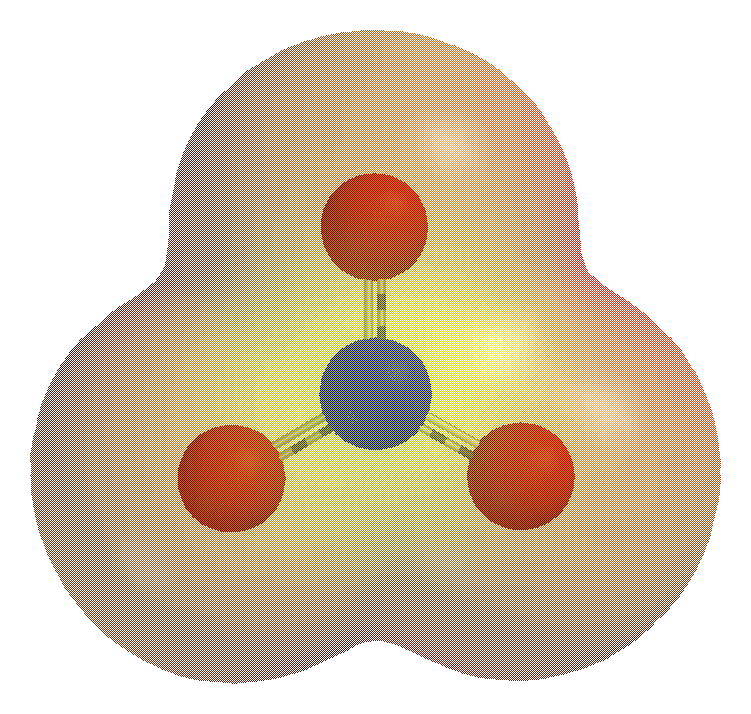
Електростатичний потенціал іона нітрату NO_{3}^{−}

Іон або йон (грец. ιόν — «той, що йде») — електрично заряджена частинка молекули, що утворилася з атома або атомної групи внаслідок втрати або приєднання до них електронів.

## Історія
Існування іонів вперше теоретично передбачив Майкл Фарадей близько 1830 року, описуючи поведінку часток молекул що збираються біля катода та анода. Однак механізм іонізації не розуміли до 1884 року, аж поки Арреніус не описав його у своїй докторській дисертації, захищеній в Уппсальському університеті, Швеція. Його теорія спершу не була визнана науковою спільнотою, але згодом, у 1903 році, його дисертація отримала Нобелівську премію.

## Загальна інформація
Іон — це атом або група атомів, що мають електричний заряд. Негативно заряджені іони, що мають більше електронів у своїх електронних оболонках, аніж протонів у ядрах (наприклад, Cl−), називаються аніонами і в розчинах притягуються до анода. Позитивно заряджені іони, які мають менше електронів, ніж протонів (наприклад, Na+), називаються катіонами і притягуються до катода. Процес перетворення нейтральних атомів або груп атомів на іони називається іонізацією. Багатоатомні аніони, що містять кисень, часто називають «оксіаніонами» (наприклад, SO2−
4).
Іони можуть існувати самостійно у всіх агрегатних станах речовини, в електричному полі здатні бути переносниками струму(катіони мігрують до негативного електрода — катода, аніони — до позитивного, анода).
У розчинах, зокрема, утворюються в результаті електролітичної дисоціації, причому звичайно виникають комплекси іонів з розчинником.
NaCl(тв) → Na+
(aq) + Cl−
(aq)
Символ (aq) означає гідратований іон, тобто іон у водному розчині; символ (тв) ⁣— речовинуречовину у твердому стані.

## Класифікація іонів
- за знаком заряду — на катіони(позитивно заряджені йони — Na+, Fe²+) і аніони (негативно заряджені йони — Cl-, Br-, NO3-);
- за наявності водної оболонки — гідратовані (Н3О+) та негідратовані;
- за складом — на прості(складаються з одного хімічного елемента) і складні (складаються з кількох хімічних елементів, наприклад, NH4+.)[6]

## Антагонізм іонів
У колоїдній хімії — ефект підвищення коагуляційної здатності одного електроліту викликаний додаванням іншого. Пов'язаний з взаємодією іонів з протиіонами — іонами зі знаком заряду, протилежним до заряду першого іона.

## Специфічні іони
- Іон-прекурсор — у мас-спектрометрії — родоначальний іон, з якого утворюється фрагментний або метастабільний іон.
- Іон-радикал — заряджена молекулярна частинка з неспареним електроном, яка залежно від знака заряду, є катіон- або аніон-радикалом. Стабільність таких частинок залежить від ступеня делокалізації спіну.
- Іони металів класу а — іони металів, що зв'язуються переважно з лігандами, які містять найлегші з даної групи Періодичної системи лігатні атоми.
- Іони металів класу б — іони металів, що зв'язуються переважно з лігандами, які містять інші лігатні атоми, ніж найлегші з даної групи Періодичної системи.
- Карбенієвий іон — карбокатіон, реальний чи гіпотетичний, що містять принаймні один формально трикоординований атом вуглецю (–>C+), який має три sp2-гібридні орбіталі, розташовані в одній площині, і одну ортогональну вакантну р-орбіталь.
- Карбінієвий іон — катіонна молекулярна частинка H2C˙+ (або її заміщені похідні), нормально утворена додаванням гідрона до карбіна або відніманням електрона від карбена.
- Карбонієвий іон — IUPAC рекомендує уникати цього терміна чи принаймні застосовувати його обережно, оскільки він використовується у кількох різних значеннях: — синонім терміна карбенієвий іон; — карбокатіон з п'ятикоординаційним атомом вуглецю; — некласичний карбокатіон, структура якого не описується двоелектронними двоцентровими зв'язками, оскільки позитивний заряд розподіляється між трьома 4- або 5-координаційними атомами С, наприклад, іон фенонію.
- Квазімолекулярний іон — у мас-спектрометрії — протонована молекула або іон, утворений при втраті атома Н молекулярним іоном. Використання терміна псевдомолекулярний іон IUPAC не рекомендує.
- Онієвий іон — катіон, головний зарядоносійний атом якого має формальний позитивний заряд і зв'язаний з одновалентними атомами чи групами, число яких на одиницю більше, ніж у відповідній нейтральній молекулі, де цей атом не має заряду. Наприклад, тетралкіламонієвий іон NR4+, триалкілсульфонієвий SR3+.
- Амоніїльний радикал-іон — радикальний іон Н3N˙+ та його гідрокарбільні похідні. Приміром, триметиламоніїл (СH3)3N˙+, феніламоніїл (або бензенамініїл) PhN˙+H2.
- Амоній-іон — іон NH4+ — катіон, що утворюється нейтралізацією амоніаку, діє як слабка основа.

## Акваіони
- Гідратовані іони металів у водних розчинах.
- Гідратовані іони в комплексах, пр., [Co(H2O)6]2+.

Акваіони можуть відщеплювати протон і діяти як кислоти, пр., [Fe(H2O)6]3+ → [Fe(H2O)5(OH)]2+

## Іони в природі

### Іони в колоїдних розчинах ґрунтів. Родючість ґрунтів
До колоїдних ґрунтів відносяться дисперсні системи, в яких дисперсійним середовищем є ґрунтовий розчин, а дисперсною фазою-частинки ґрунту розміром від 0,1 до 0,001 мкм в діаметрі.
Елементарний склад колоїдних частинок ґрунтів значно відрізняється від самих ґрунтів.
Колоїди ґрунтів легко адсорбуються із водних розчинів, що знаходяться в ґрунтах (ґрунтові розчини), різні катіони: K+, Na+, Ca ²+, Mg² +, NH 4+, H+ тощо до повного насичення поверхні колоїдних частинок. Подальша адсорбція катіонів може відбуватися лише за рахунок обміну уже адсорбованих катіонів на катіони ґрунтового розчину, тобто шляхом обмінної іонної адсорбції.
Найважливіші властивості ґрунтів:водопроникність, вологоємкість, набухання, структура, pH ґрунтового розчину тощо-визначаються співвідношенням між адсорбованими катіонами.
Наприклад, ґрунти, які містять в собі значну кількість адсорбованих іонів Na+, набувають особливих, так званих солонцюватих властивостей. Ці ґрунти важко обробляються і, не дивлячись на великий в них запас поживних речовин, малородючі. Якщо ж до складу адсорбованих іонів входять переважно іони Ca²+, то такі ґрунти мало розпилюються, мають добру структуру, велику міцність окремих частинок проти руйнівної дії води, вони добре проникні для повітря і для води. Ці ґрунти відносять до найбільш родючих. Прикладом таких ґрунтів є черноземи.
При гіпсуванні солонцюватих ґрунтів (тобто заміні іонів Na+ на Ca²+), коагулююча дія іонів у багато разів зростає. Ґрунт стає вологопроникнішим, збільшується міцність його структури.

### Іони в живих організмах. Ферменти.
Багато ферментів потребують для реалізації своєї кателітичної активності наявносіт певних низькомолекулярних небілкових сполук-кофакторів. Роль кофакторів можкть відігравати біоорганічні сполуки різної хімічноої природи або іони металів Mg²+, Ca²+, Fe³+, Fe²+, Cu²+, Cu¹+.
Іони металів зв'язані з апоферментом входять до складу небілкової простетичної групи. Ферменти, які міцно зв'язані з йонами металів і не втрачають цього зв'язку за умов виділення та франціонування ферменту, називаються металоферментами.

## Біологічна роль іонів
Катаони й аніони беруть участь у різних біологічних процесах: катіон Кальцію бере участь у зсіданні крові й процесі м'язового скорочення, катіони Калію і Натрію-у проведенні нервового імпульсу; катіон Магнію активує синтез ДНК, катіон Феруму-діяльність ферментів; катіон Купруму та Мангану активізують процеси фотосинтезу, аніони Бору впливають на процеси росту клітин.